# 브론슨 펠러티어
브론슨 펠러티어(Bronson Pelletier, 1986년 12월 30일 ~ )는 캐나다의 배우이다.

## 출연 작품
- 피싱 네이키드 (2015)
- 히트 웨이브 (2014)
- 브레이킹 던 part2 (2012)
- 브레이킹 던 part1 (2011)
- 이클립스 (2010)
- 뉴 문 (2009)
- 업 클로즈 위드 캐리 키건 (2007)